# Lago Paravani
O lago Paravani(em georgiano:  ფარავნის ტბა) é um lago vulcânico na Geórgia, no planalto de Javaquécia entre as cordilheiras Abul-Samsari e Javaquécia.
O lago Paravani está localizado a 2073 metros de altitude, cobrindo uma área de 37,5 km2 e uma área de drenagem de 234 km2. A sua profundidade média é de 2,2 m e a profundidade máxima é de 3,3 m. O volume de água no lago é de 91 milhões de metros cúbicos. O nível da água do lago varia sazonalmente: é baixa em outubro e novembro e alta em maio e junho. No inverno, o lago fica completamente congelado.
Além dos pequenos rios, como Chaori, Sabadostskali, Rodionovskis Tskali e Paravani, o lago é alimentado por neves, chuvas e nascentes subterrâneas.
A sul do lago, o rio Paravani desagua no Kura. O lago é um dos destinos favoritos dos pescadores da Geórgia e da Arménia.